# HD243392
HD243392 є хімічно пекулярною зорею спектрального класу
A3 й має видиму зоряну величину в смузі V приблизно 11,6.